# جواهر إسطنبول
مركز جواهر اسطنبول للتسوق والترفيه (بالتركية: Cevahir Alışveriş Merkezi)‏ ، المعروف أيضا باسم (مركز شيشلي للثقافة والتجارة) هو مركز تسوق حديث يقع في شارع بويوكدير في حي شيشلي في اسطنبول، تركيا. تم افتتاح مركز جواهر إسطنبول في 15 أكتوبر 2005، وكان أكبر مركز تسوق في أوروبا من حيث المساحة الإجمالية القابلة للتأجير بين عامي 2005 و 2011، ويعد واحدًا من أكبر المراكز في العالم. 

## خصائص التصميم
بني مركز جواهر إسطنبول على قطعة أرض مساحتها 62,475 متر مربع (672,000 قدم مربع) بتكلفة تبلغ 250 مليون دولار أمريكي. المساحة الإجمالية للمركز تبلغ 420,000 م2 (4,521,000 قدمًا مربعة) ومساحة إجمالية قابلة للتأجير تبلغ 110,000 م 2 (1,184,000 قدمًا مربعة) مخصصة للمحلات التجارية والمطاعم. توجد ستة طوابق للبيع بالتجزئة في مركز التسوق (343 متجرًا) (بعضها وكلاء في تركيا لبيع بعض العلامات التجارية الدولية)؛ 34 مطعم للوجبات السريعة و 14 مطعم حصري.
تشمل المرافق الأخرى: مسرح كبير للعروض والمناسبات الأخرى، 12 دور سينما (بما في ذلك مسرح خاص وسينما للأطفال)، وقاعة بولينج، وقطار ملاهي صغير والعديد من المرافق الترفيهية الأخرى. السقف الزجاجي الذي تبلغ مساحته 2500 م 2 (26910 قدم مربع) يحمل ثاني أكبر ساعة في العالم، مع أرقام عالية ثلاثة أمتار (10 قدم). وتبلغ مساحة موقف السيارات 71000 متر مربع (764000 قدم مربع) وسعة 2500 سيارة موزعة على أربعة طوابق.

## معرض صور

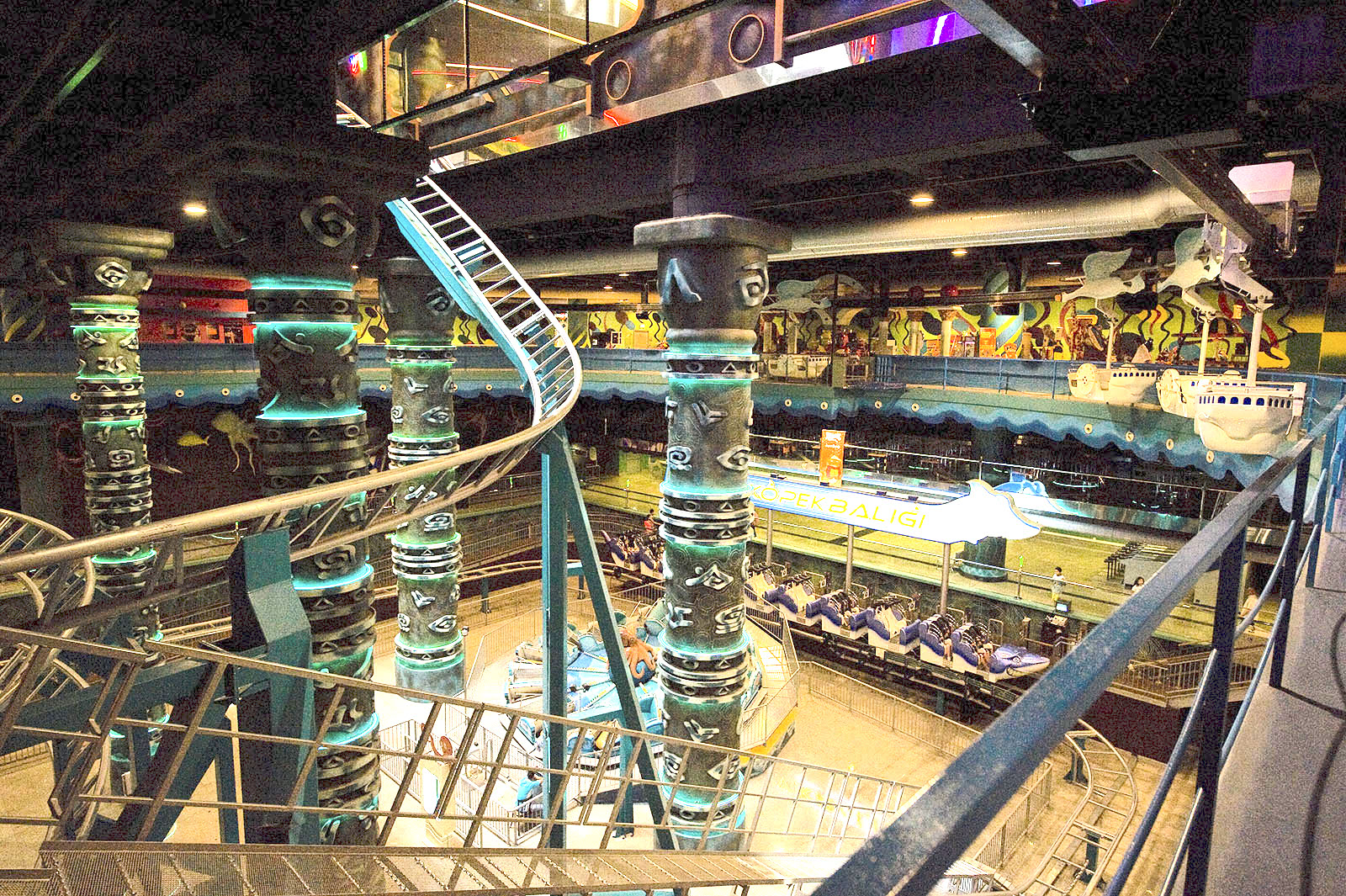
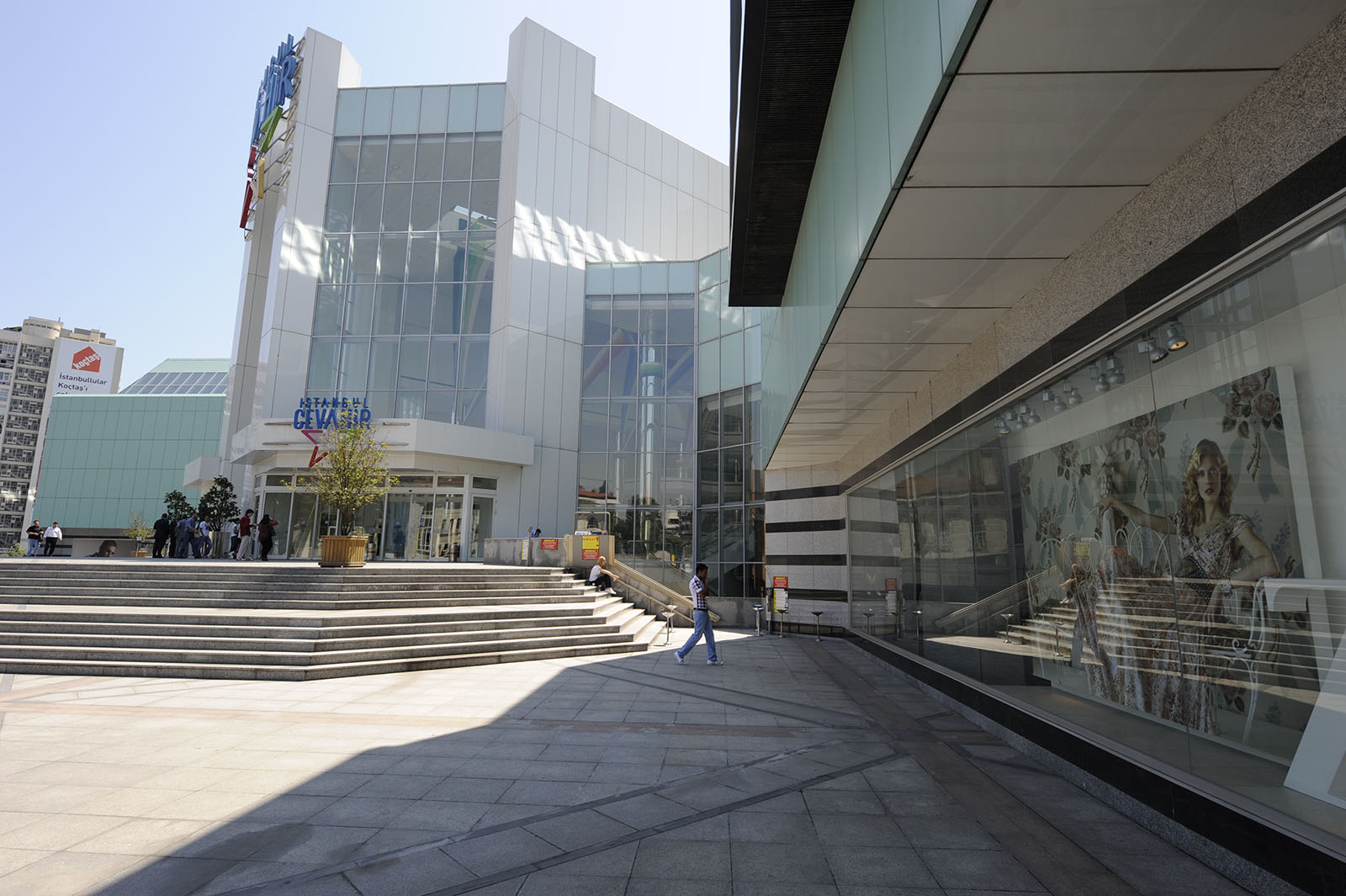
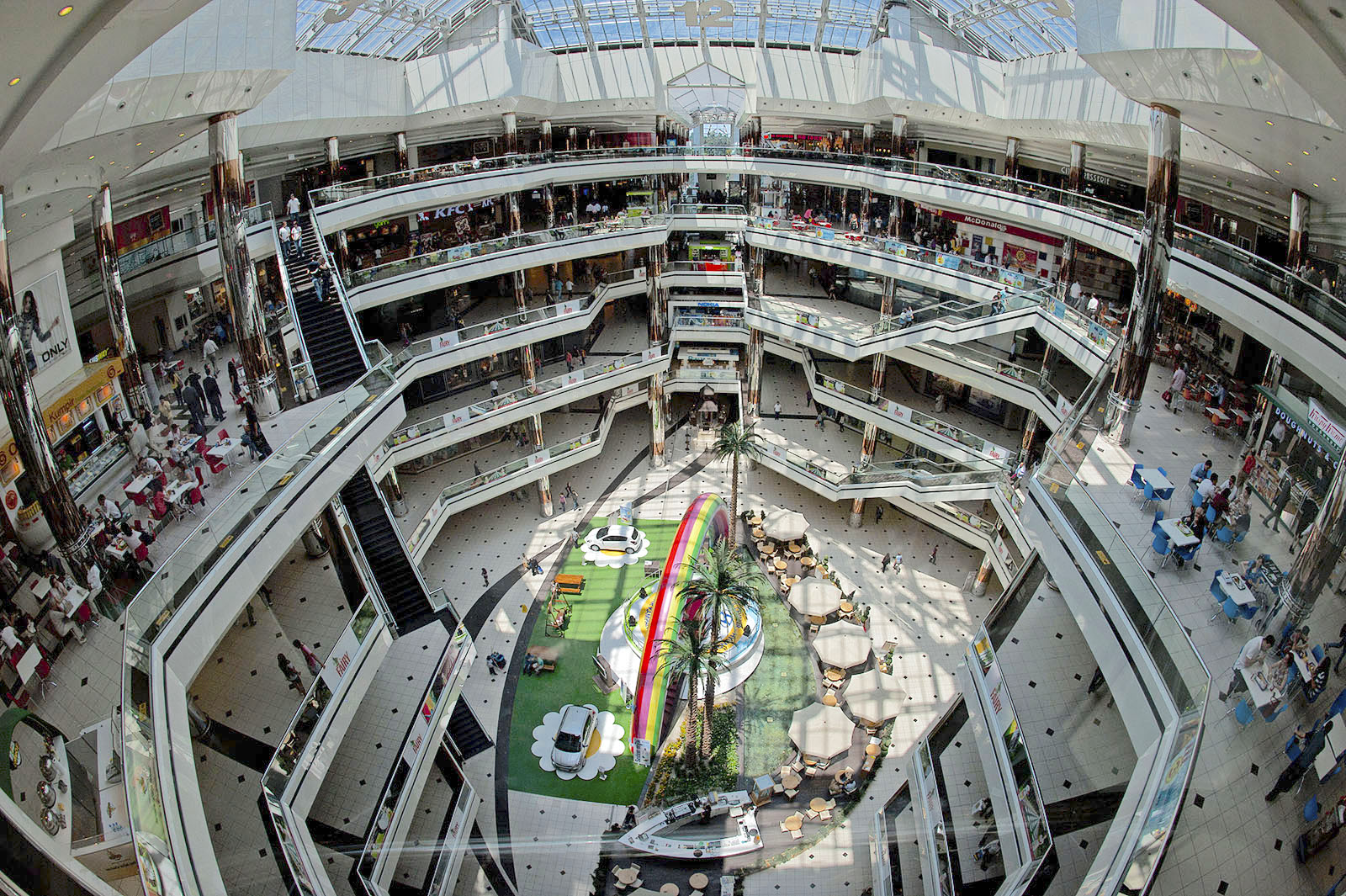
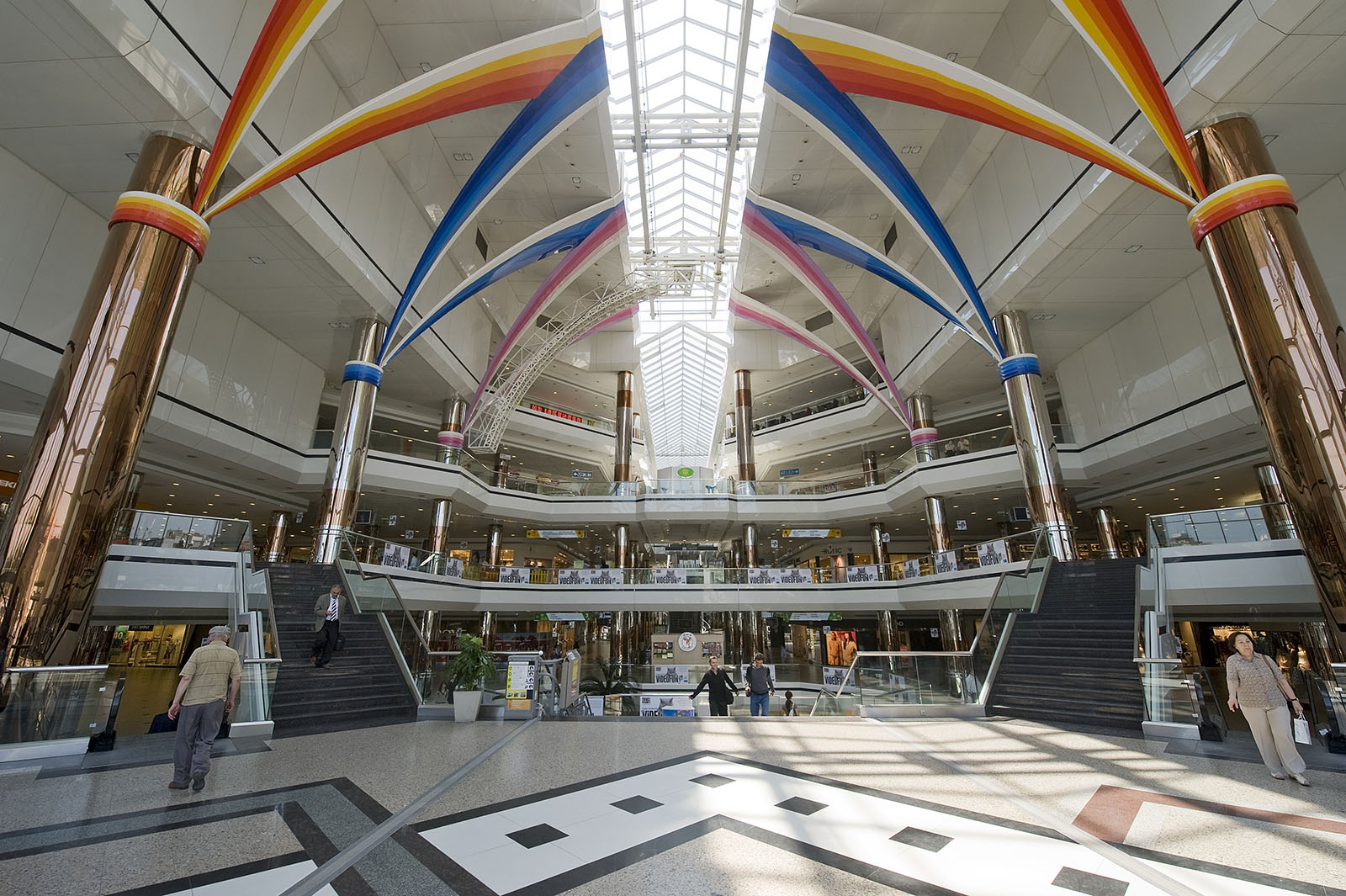
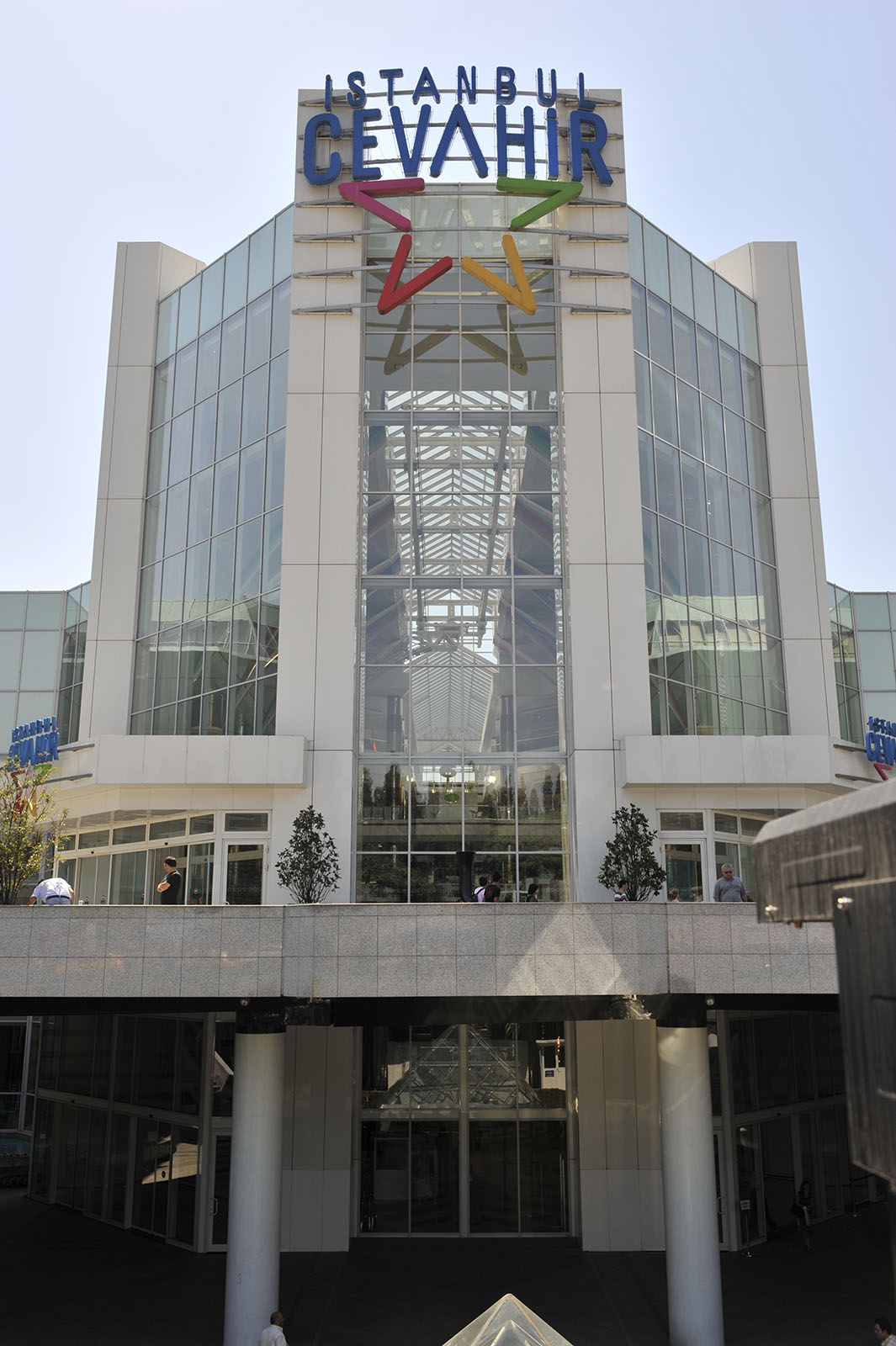

## وصلات خارجية
- الموقع الرسمي لمركز جواهر إسطنبول نسخة محفوظة 16 فبراير 2019 على موقع واي باك مشين.